# Аксиньинская волость (Звенигородский уезд)
Аксиньинская волость — волость в составе Звенигородского уезда Московской губернии. Существовала до 1922 года. Центром волости было село Аксиньино, а в 1918—1922 годах — село Иславское.
По данным 1919 года в Аксиньинской волости было 33 сельсовета: Аксиньинский, Борковский, Бузаевский, Введенский, Грибановский, Грязевский, Дмитровский, Дубцовский, Дунинский, Знаменский, Ивановский, Игнатьевский, Иславский, Кезьминский, Клоповский, Кобяковский, Козинский, Ларюшинский, Марьинский, Масловский, Молоденовский, Палицкий, Папушевский, Сальковский, Синьковский, Солословский, Супоневский, Таганниковский, Тимошкинский, Уборский, Успенский, Хлюпенский и Чигасовский.
В 1920 году Бузаевский, Дунинский, Клоповский, Ларюшинский, Масловский, Папушевский, Сальковский, Синьковский, Таганниковский и Хлюпинский с/с были упразднены.
15 апреля 1921 года селения Введенское, Игнатьево, Кезьмино, Клопово, Кобяково, Марьино, Сальково, Скортово, Супонево, Тимохово были переданы в новую Ивано-Шныревскую волость.
По данным 1922 года в Аксиньинской волости было 17 сельсоветов: Аксиньинский, Бузаевский, Грибановский, Грязевский, Дмитровский, Дубцовский, Знаменский, Ивановский, Иславский, Козинский, Молоденовский, Палицкий, Солословский, Тимошкинский, Уборский, Успенский и Чигасовский.
19 декабря 1922 года Аксиньинская волость была упразднена. При этом селения Борки, Бузаево, Денисово, Горышкино, Молоденово, Папушево, Солослово и Успенское были переданы в Перхушковскую волость; Аксиньино, Грибаново, Дмитровское, Дубцы, Дутино, Ивановка, Иславское, Козино, Ларющкино, Липки, Маслово, Палицы, Синьково, Тимошкино, Уборы, Хлюпино, Чигасово и Чёрная Грязь — в Ивано-Шныревскую волость.